# 2020年意大利超級盃
2020年意大利超級盃（因贊助商關係亦命名為PS5超級盃）為第33屆意大利超級盃。參賽球隊為2019年至2020年意大利足球甲级联赛冠軍祖雲達斯和2019–20年意大利盃冠軍拿玻里。祖雲達斯最終以2比0擊敗拿玻里奪得冠軍。

## 比賽

### 摘要
| 2021年1月20日 21:00 CET |

| 祖雲達斯                                    | 2-0  | 拿玻里 |
| ------------------------------------------- | ---- | ------ |
| - 基斯坦奴·朗拿度 64' - 艾華路·莫拉達 90+5' | 報告 |        |

| 列治奧愛美利亞三色旗球場 觀眾人數：0 ：Paolo Valeri |

| 尤文图斯 | 那不勒斯 |

比賽規則
- 比賽時間為90 分鐘。
- 若賽果為平手會有30分鐘加时赛
- 加时赛完結後如賽果仍然為平手將會進行互射十二碼分出勝負。
- 每隊各有12名後備球員
- 比賽最多可換5名後備球員上陣，若有加时赛則最多可換6名後備球員上陣。